# 精神力動
精神力動（せいしんりきどう、psychodynamics）または精神力学とは、リビドー（性的欲動）やアグレッション（攻撃欲動）を含めて人の心を解釈する手法および学術体系である。精神分析に用いられる理論である。これらを想定せず、生物、心理、社会的な視点から人の心を解釈しようとする力動精神医学とは異なる。